# Lough Derg (Munster)
Lough Derg (Munster) (irsky Loch Deirgeirt) je druhé největší jezero v Irské republice (po Lough Corrib) a třetí největší na celém ostrově (po Lough Neagh). Leží mezi hrabstvími Galway, Clare a Tipperary. Jezero dosahuje maximální hloubky 36 m a má rozlohu 118 km².

## Vodní režim
Jezero je poslední ze tří velkých jezer na řece Shannon, zbývající dvě leží na severu (Lough Ree a Lough Allen).

## Využití

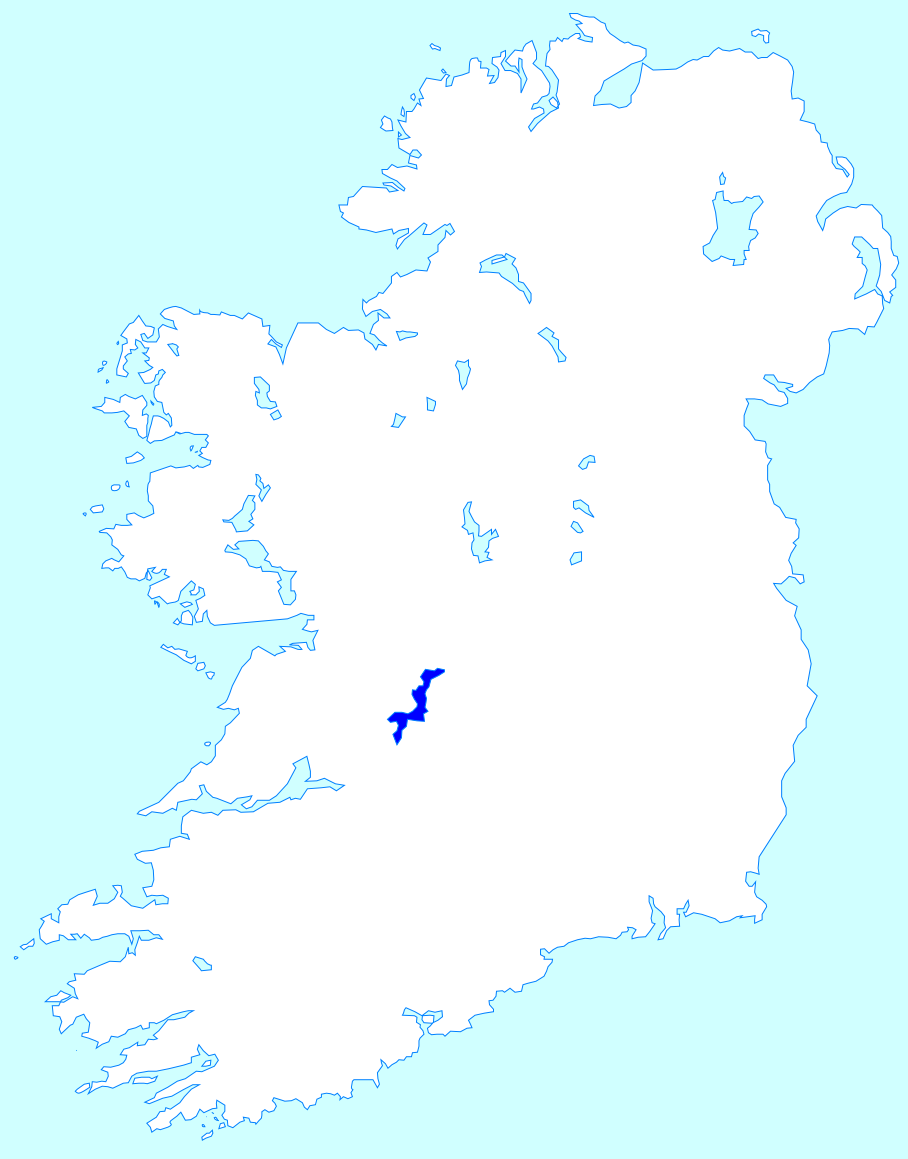
poloha na mapě Irska

Jezero je s oblibou využíváno k trávení volného času na loďkách a při rybaření. Univerzita v Limericku má na jezeře centrum svých aktivit v okolí Killaloe. Na jezeře jsou k vidění kanoe, kajaky, windsurfing a jachty. Na břehu Lough Derg leží např. města a vesnice: Garrykennedy, Portumna, Killaloe & Ballina, Dromineer a Terryglass.

## Jiné jezero téhož jména
Jiné Lough Derg se nachází v hrabství Donegal. Jeho ostrůvek Station Island je proslulé poutní místo. Bývala na něm jeskyně zvaná Očistec svatého Patrika, kterou však zničila Cromwellova vojska.